# Pierre Ménat
Pierre Ménat, né le 12 août 1950 à Paris, est un diplomate français. Il est successivement ambassadeur de France en Roumanie, Pologne, Tunisie et aux Pays-Bas.

## Biographie

### Formation
Ancien élève de l'École nationale d’administration, promotion « Henri-François d’Aguesseau » en 1982, il est également titulaire d'une maîtrise de droit et est diplômé de l’Institut d’études politiques de Paris.

### Début de carrière
Pierre Ménat commence sa carrière au ministère de l’Intérieur de 1974 à 1979 avant d'entrer au Quai d’Orsay en 1982, tout d’abord à la direction des affaires économiques et financières à l’administration centrale de 1982 à 1986, puis comme conseiller technique au cabinet du ministre jusqu'en 1988.
Parlant anglais, espagnol, allemand, roumain et polonais[réf. nécessaire], Pierre Ménat rejoint New York comme conseiller pour les questions politiques à la mission permanente de la France auprès des Nations unies. En 1992, il revient à Paris pour devenir sous-directeur à la Direction des Nations unies et des organisations internationales.
Entre 1993 et 1995, il est chargé de mission pour l’Europe et les questions économiques internationales auprès du ministre Alain Juppé. Puis, de 1995 à 1997, il est appelé auprès du président Chirac comme conseiller pour les affaires européennes.

### Ambassadeur
En 1997, il s’installe à Bucarest en Roumanie pour son premier poste en tant qu’ambassadeur de France. À la tête de la direction de la coopération européenne de 2002 à 2004, il est ensuite nommé ambassadeur de France à Varsovie en Pologne. En juin 2007, il retrouve son poste de directeur de la coopération européenne, rebaptisé directeur de l'Union européenne début 2009.
Nommé ambassadeur à Tunis le 24 juin 2009, il assiste au déclenchement de la révolution tunisienne. Se voyant reproché de ne pas avoir anticipé les événements conduisant au départ du président Ben Ali, il est relevé de ses fonctions le 26 janvier 2011. Dans une interview ultérieurement accordée à l'agence Reuters, des diplomates français accuseront la présidence de la République d'avoir « volontairement » tronqué une note de synthèse de Pierre Ménat qui « faisait de la fuite rapide du dictateur une hypothèse crédible ». Boris Boillon, un proche de Nicolas Sarkozy, lui succède.
Il est ambassadeur aux Pays-Bas de juin 2011 à juillet 2014.

### Autres fonctions
Il devient ensuite « ambassadeur en région » auprès des présidents des régions Limousin et Midi-Pyrénées,.
Le 1er décembre 2014, il est nommé assesseur à la Cour nationale du droit d'asile par Jean-Marc Sauvé, vice-président du Conseil d'État. Son mandat de trois ans est renouvelé le 3 octobre 2017, puis à nouveau le 5 novembre 2020 et enfin le 20 juillet 2023.
En janvier 2016, il crée une société de conseil au développement international des entreprises (PMC) et à la même date rejoint le groupe Lysios affaires publiques comme « senior adviser ». En février 2017, il est nommé "senior adviser " auprès de la société Villepin international. Depuis octobre 2014, il est également chargé d'enseignement à l'université Toulouse-I-Capitole.
À l'occasion de l'élection présidentielle de 2017, il fait partie des 60 diplomates qui apportent leur soutien au second tour à Emmanuel Macron.

## Œuvre
En octobre 2015, Pierre Ménat publie chez L'Harmattan aux éditions Pepper, l'ouvrage Un ambassadeur dans la révolution tunisienne dans lequel il apporte des révélations sur les événements qui ont secoué la Tunisie en 2011. Il publie ensuite plusieurs articles dans la revue Le Courrier du Maghreb et de l'Orient. En novembre 2017, il publie un roman " Attendre encore" aux Editions du Panthéon.
En février 2019, Pierre Ménat publie chez L'Harmattan (collection Pepper) un livre intitulé "France cherche Europe désespérément".
En septembre 2020, il publie aux éditions Pepper-L'Harmattan un essai intitulé "Dix questions sur l'Europe post-covidienne".
En février 2023, il publie aux éditions Pepper-L'Harmattan, un ouvrage de 146 pages L'UNION EUROPÉENNE ET LA GUERRE. Opinion étayée de géopolitique, géostratégie de l'Europe, à la suite de la guerre russe en Ukraine et sur les implications pour la prospective de l'avenir de l'Europe dans le monde.

## Distinctions
- Officier de la Légion d'honneur (8 avril 2012)[8]
- Officier de l'ordre national du Mérite (15 novembre 2008)